# Мартиноски, Никола
Никола Мартиноски (настоящее имя — Николаш Мартин, макед. Никола Мартиноски, арум. Nicola Martinoschi; 18 августа 1903 или 15 августа 1903, Крушево — 7 февраля 1973, Скопье) — югославский художник аромынского происхождения. Его считают основоположником современного македонского искусства. Мартиноски наиболее известен своей картиной «Мать с ребенком», которая, хотя и была впервые создана в 1930-х годах, была завершена только в 1960-х годах. Он также известен как «Доктор» за множество картин, которые он пожертвовал современному искусству.

## Биография

### Ранние годы
Мартиноски родился Николашем Мартином в 1903 году в аромынской семье в Крушево (арум. Crushuva; в то время часть Османской империи). Интерес к живописи у него появился в юном возрасте, и он посещал художественные занятия в мастерской Димитара Андонова-Папрадинского, иконописца в Скопье. До 1921 года он постоянно находился в разъездах. Наконец, Никола поселился в Бухаресте, Румыния, и поступил в Академию изобразительных искусств, ныне известную как Бухарестский национальный университет искусств, которую он окончил в 1927 году.

### Годы в Париже

Невеста (Молодая цыганка) (1937)

Мартиноски провёл два года (1927–1928) в Париже в Академии де ла Гранд Шомьер, известной своими бывшими студентами Амедео Модильяни и Борисом Анрепом, а также в Академии Рансона с такими художниками, как Моисей Кислинг и Роже Бисьер. которые выступали в роли наставников. Этот период оказал большое влияние на его жизнь и стиль.

### Жизнь в Скопье
Мартиноски вернулся в Скопье, полный авангардных идей об искусстве. Он разработал очень специфический экспрессионистский стиль и начал заниматься социальными темами, а не портретами.
Его первая персональная выставка состоялась в 1929 году в Скопье. После этого он начал выставляться в других городах, таких как Белград, Загреб и Париж. Продолжая рисоватьи выставляться на выставках, Мартиноски также начал создавать большие фрески. Позже он основал Художественную галерею в Скопье (ныне известную как Национальная галерея Македонии) и получил множество наград.
Мартиноски умер 7 февраля 1973 года, в возрасте 69 лет, в Скопье. В качестве прощального подарка он подарил Крушево шестьдесят две свои картины. Его дом в Крушево теперь представляет собой галерею, где выставлено небольшое количество его работ.

### 100-летие со дня рождения Мартиноски
В 2003 году Национальная галерея Македонии завершила проект «100 лет со дня рождения Мартиноски». На выставке были представлены картины, которые никогда раньше не демонстрировались публично, поскольку они были частью 116 картин, которые Мартиноски оставил своей семье в коробке.

### Стиль живописи
Многие работы Мартиноски находились под сильным влиянием средневекового фрескового искусства и современной парижской школы. Однако его сильнейшими художественными произведениями были портреты.